# 佛山市南海区博物馆
佛山市南海区博物馆（简称南海博物馆）是位于中华人民共和国广东省佛山市南海区西樵镇的一座博物馆，1981年6月18日成立，前身是南海县博物馆。南海区博物馆占地面积为34,396.7平方米，总建筑面积为13,547.7平方米，主要展示西樵山文化、广府文化等南海历史文化展览。
2020年12月，南海区博物馆核定为国家二级博物馆。